# Marc d'Aviano
Charles-Dominique Cristofori, en religion Frère Marc d'Aviano, (Aviano, 17 novembre 1631 - Vienne, 13 août 1699) est un capucin italien, mystique et thaumaturge, proche conseiller de l'empereur Léopold Ier du Saint-Empire.

## Jeunesse vénitienne
Issu d'une famille de la bourgeoisie de la république de Venise, Charles-Dominique est l'un des dix enfants de Marc-Pascal Cristofori et de Rosa Zanoni. Il reçoit sa formation initiale à Aviano puis au lycée jésuite de Göritz.

## De rencontres en rencontres
À 16 ans, Charles-Dominique désire s'embarquer pour rejoindre l'armée vénitienne, il arrive au port de Capodistria où il est hébergé dans le couvent des capucins dont le supérieur, un proche de sa famille, lui conseille de rentrer chez lui.
En 1648, il entre au couvent de Conegliano. Il y prononce ses vœux l'année suivante et prend le nom de « Frère Marc ».
En 1655, il est ordonné prêtre à Chioggia à l'âge de 24 ans. Il vit alors dans un couvent.
En 1664, il reçoit l'autorisation de prêcher. Il parcourt alors la Vénétie.
En 1672, il est élu supérieur du couvent de Belluno puis en 1674 supérieur du couvent d'Oderzo.
Le 8 septembre 1676, il prêche à Padoue. Un événement va faire basculer sa vie. Alors qu'il donne la bénédiction à une religieuse malade depuis 13 ans, sœur Vincenza Francesconi ; celle-ci se trouve guérie. Marc d'Aviano est dès lors considéré comme un thaumaturge. Les déshérités de toutes sortes (malades, handicapés) et de toute classe sociale viennent à lui ou l'appellent à eux.
Sa réputation le mène à Innsbruck dans le Tyrol voisin où le duc Charles V de Lorraine, beau-frère de l'empereur et gouverneur de la province, souffre d'une santé précaire.
Guéri, le duc de Lorraine parle du religieux à son beau-frère, l'empereur Léopold Ier du Saint-Empire. Âgé de 37 ans, deux fois veuf, l'empereur est un homme triste marqué par la consanguinité. Il ne lui reste des six enfants issus de ses deux mariages qu'une fille, âgée de 8 ans. D'abord destiné à l'Eglise, la mort prématurée de son frère aîné l'a fait devenir archiduc héritier à l'âge de 14 ans puis empereur à l'âge de 18 ans. C'est un homme pieux, pacifique et musicien mais entouré d'ennemis ambitieux (France et empire ottoman), ce qui l'oblige à mener continuellement la guerre. Il s'apprête à convoler une troisième fois et demande son aide au prêtre italien. Un héritier naît l'année suivante à qui l'empereur donne le prénom inusité dans sa dynastie de Joseph en hommage au père du Christ.

## Une amitié au service de la chrétienté
Le capucin et l'empereur se lient d'une amitié profonde.
En 1683, le religieux est chargé par le pape Innocent XI d'une mission délicate, reformer la Sainte-Ligue dirigée contre l'Empire ottoman en Europe.
Par ses qualités de diplomate, le capucin réussit à rallier à la cause du Souverain pontife, des monarchies catholiques : l'empire des Habsbourg, la Bavière, les républiques de Venise et de Gênes, la Toscane, l'Espagne, le Portugal et la Pologne. Cependant la Ligue connaît d'abord la défaite et Vienne est assiégée. Le 12 septembre, après avoir invoqué la Vierge, le roi de Pologne, le duc de Lorraine et l'électeur de Bavière lancent la contre-offensive. Les turcs reculent. La victoire est totale. Marc d'Aviano ne cesse d'appeler les vainqueurs à la clémence et à des sentiments chrétiens envers les vaincus. Le 26 janvier 1699, le Traité de Karlowitz donne entre autres à l'Autriche, les provinces libérées : Hongrie, Slovénie, Transylvanie, Croatie.
Soutenu par le couple impérial en personne, Marc d'Aviano meurt le 13 août suivant d'une tumeur à l'âge de 68 ans. Il est inhumé dans le couvent des capucins à Vienne, qui est également sépulture des membres de la maison impériale. Plus d'un siècle plus tard, en 1803, alors que l'Autriche est menacée par les troupes de la Révolution Française, son corps est placé dans la crypte impériale.

## Autre
- Marc d'Aviano est béatifié le 27 avril 2003 par le pape Jean-Paul II. Il est fêté le 13 août.
- Plusieurs membres de familles royales et impériales, dont des archiducs d'Autriche, sont baptisés sous son patronage, les plus connus étant :
  - Archiduc Lorenz Otto Carl Amadeus Thadeus Maria Pius Andreas Marcus d'Aviano d'Autriche ;
  - Archiduc Amedeo Maria Joseph Carl Pierre Philippe Paola Marcus d'Aviano d'Autriche ;
  - Archiduc Joachim Carl Maria Nikolaus Isabelle Marcus d'Aviano d'Autriche ;
  - Archiduc Karl Ludwig Maria Franz Joseph Michael Gabriel Antonius Robert Stephan Pius Gregor Ignatius Markus d'Aviano d'Autriche ;
  - Archiduc Imre Emanuel Simeon Jean Carl Marcus d'Aviano d'Autriche.
  - Johannes Adam Ferdinand Alois Josef Maria Marko d'Aviano Pius von und zu Liechtenstein

## Voir également
Biographie en français et portrait de Marc d'Aviano sur le site du Vatican [lire en ligne].